# Zdrada klerków
Zdrada klerków (fr.: La Trahison des Clercs) – książka Juliena Bendy, francuskiego pisarza i filozofa, z 1927. Opisuje to, jak w XX wieku zmieniło się nastawienie artystów oraz inteligencji (tzw. klerków) do spraw związanych z polityką i problemami społecznymi. 
Benda zwraca uwagę na to, że we wcześniejszych stuleciach tzw. klerkowie raczej stronili od polityki, skupiając się bardziej na swej pracy twórczej czy naukowej. Podaje przykłady Goethego, Woltera czy Kanta, którzy głosili, iż postępować należy w myśl zasad abstrakcyjnych takich jak prawda, sprawiedliwość czy dobro. W czasach współczesnych autorowi Zdrady klerków doszło do wyraźnego przewartościowania idei oraz pojęć, w myśl których należy postępować – intelektualiści i artyści dali się ponieść namiętnościom narodowym, społecznym oraz politycznym, które wyraźnie zaczęły kierować ich zachowaniami.